# Колодрубський Василь Якович
Василь Якович Колодрубський (22 листопада 1935, Пилипче — 4 вересня 1988, м. Тернопіль) — український журналіст. Член СЖ СРСР (1986).

## Життєпис
Василь Якович Колодрубський народився 1935 рокув селі Пилипчому (нині Чортківський район Тернопільської області, Україна). 1963 року закінчив Московський університет; у 1980 році — Вищу партійну школу при ЦК КПУ у Києві.
Працював коресподентом статті літературним співробітником, завідувач відділами інформації та пропаганди у редакції обласної газети «Ленинскоє знамя» в м. Петропавловськ (Петропавл), Казахстан (1963—1971), коресподент Казахського телеграфічного агентства при Раді Міністрів Казахської РСР в Уральській області (м. Уральськ, нині Орал, Казахстан).
Від 1974 — коресподент РАТАУ (нині «Укрінформ») у Тернопільській області, від квітня 1981 — завідувач відділом партійним життя теребовлянського районної газети «Трудова слава», від вересня 1981 — кореспондент обласної газети «Вільне життя», лютий 1983 — вересень, 1988 — начальник редакційно-видавничого відділу управління у справах видавництв, поліграфії і книжкової торгівлі виконкому Тернопільської обласної ради народних депутатів.

## Нагороди
- медаль «За доблесну працю» (1970) та інші нагороди СРСР.

## Доробок
Автор численних публікацій у пресі та колективних збірниках.